# Astaillac
Astaillac ist eine französische Gemeinde mit 207 Einwohnern (Stand 1. Januar 2022). Sie gehört zur Region Nouvelle-Aquitaine, zum Département Corrèze, zum Arrondissement Brive-la-Gaillarde und zum Kanton Midi Corrézien. Sie grenzt im Norden an Beaulieu-sur-Dordogne, im Osten an Altillac, im Südwesten an Gagnac-sur-Cère, im Süden an Girac, im Südwesten an Liourdres und im Nordwesten an Sioniac. Die Ortschaft wird im Osten und im Südosten von der Dordogne tangiert.

## Wappen
Blasonierung: In Blau ein goldener Astsparren von drei goldenen glevenförmigen Lanzenspitzen begleitet.

## Bevölkerungsentwicklung
| Jahr      | 1962 | 1968 | 1975 | 1982 | 1990 | 1999 | 2008 | 2017 |
| --------- | ---- | ---- | ---- | ---- | ---- | ---- | ---- | ---- |
| Einwohner | 270  | 276  | 250  | 258  | 225  | 220  | 220  | 232  |

## Sehenswürdigkeiten
- Schloss Château d’Estrelle, Monument historique

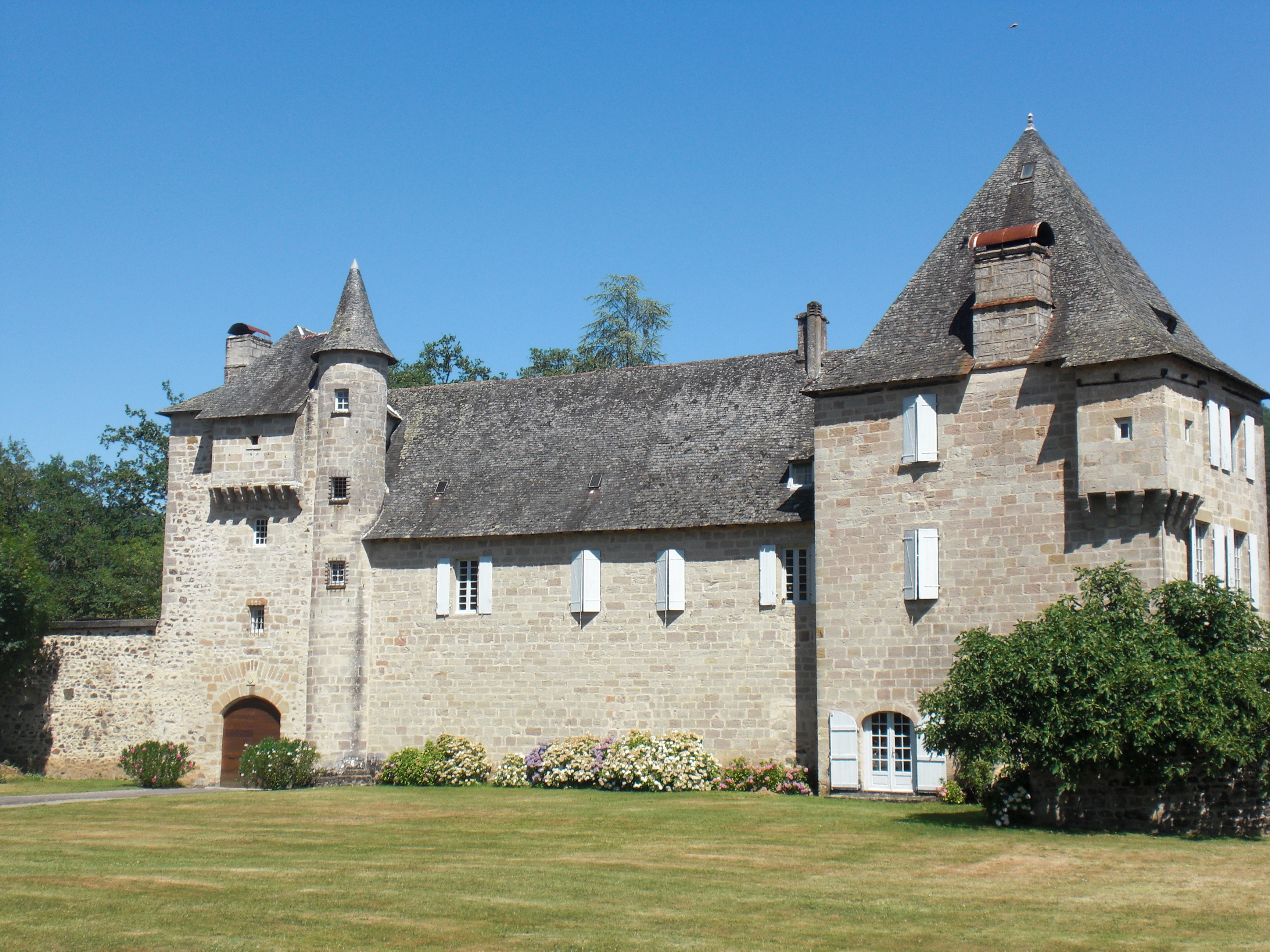
Château d'Estrelle

- Kirche Saint-Étienne